# 紅毛埤
紅毛埤，是臺灣嘉義市東區的一個傳統地域名稱，位於該區東南部。相較於今日行政區，其範圍大致包括鹿寮里不含西部凸出部分的西大半部、盧厝里南半葉、蘭潭里東部。

## 歷史
台灣日治初期，紅毛埤地區為一街庄（舊制街庄），稱為「紅毛埤庄」，隸屬於嘉義西堡。該庄西邊及北邊西段與山仔頂庄為鄰，北邊中段與盧厝庄為鄰，北邊東段及東邊與內甕庄為鄰，南邊隔八掌溪與頂六庄、下六庄為界。
1901年（日治明治三十四年）11月11日，全台設置二十廳，該庄隸屬於嘉義廳。1904年（明治三十七年）2月15日，該庄編入「山仔頂區」，隸屬於嘉義廳。1909年（明治四十二年）10月25日，全台整併二十廳為十二廳，該庄仍隸屬於嘉義廳。1910年（明治四十三年）1月18日，各區管轄區域調整，該庄仍隸屬於嘉義廳的「山仔頂區」。
1920年（大正九年）10月1日，全台廢十二廳改設五州二廳，該庄改制為「紅毛埤」大字，隸屬於臺南州嘉義郡嘉義街（新制街庄）。1930年（昭和五年）1月20日，嘉義街升格為州轄市嘉義市，本地區仍隸屬之。1932年（昭和七年）1月1日，嘉義市市區實施町名改正，本地區仍為大字。
戰後嘉義市改制為省轄市嘉義市，初設八區，町及大字亦改制為里。1946年（民國35年）8月，嘉義市將原有八區整併為四區（新東區、新南區、新西區、新北區），並將臺南縣之水上鄉、太保鄉劃入且改制為區，合計六區，本地區隸屬於新東區。:3411950年（民國39年）10月25日，雲、嘉、南分治，:384同時裁撤省轄市嘉義市，六區改制為四鎮（新東鎮、新南鎮、新西鎮、新北鎮）二鄉（水上鄉、太保鄉），均改隸屬於嘉義縣。1951年（民國40年）10月25日，撤銷新東、新南、新西、新北等四鎮，合併組成縣轄市嘉義市。:105-1061982年（民國71年）7月1日，嘉義市再次升格為省轄市。:1251990年（民國79年）10月6日，嘉義市劃分為東、西二區，本地區隸屬於東區。:145

## 聚落
本地區發展較早的聚落為紅毛埤，在日治期初期的官方地圖上已有記載。

## 交通
國道3號又稱「福爾摩沙高速公路」，是貫穿台灣西部的兩條縱向高速公路之一，經過本地區東部部分。最近的交流道在北側是縣道159號交會處北邊的迴轉道（北出南入）及更北的縣道166號交會處（南出北入）聯合運作的竹崎交流道；南側是省道台18線交會處的中埔交流道。由此等可快速前往國道3號沿線各地。
縣道159甲線是嘉義至石桌的道路，經過本地區北部西側邊界地帶。由該道路西行可前往嘉義市市中心，並止於縣道159號轉角路口；東行可前往番路鄉、竹崎鄉的石棹，並止於省道台18線及縣道169號共線路口。

## 學校
- 國立嘉義大學蘭潭校區
- 崇仁護專嘉義校區
- 仁義高中

## 公共設施
- 蘭潭水庫